# Želešice
Želešice (en allemand : Schöllschitz) est une commune du district de Brno-Campagne, dans la région de Moravie-du-Sud, en République tchèque. Sa population s'élevait à 1 792 habitants en 2020.

## Géographie
Želešice se trouve à 11 km au sud-sud-ouest de Brno et à 195 km au sud-est de Prague.
La commune est limitée par Moravany au nord, par Modřice au nord-est et à l'est, par Popovice, Rajhrad et Syrovice au sud, et par Hajany et Ořechov à l'ouest.

## Histoire
La première mention écrite de la localité date de 1228.

## Galerie

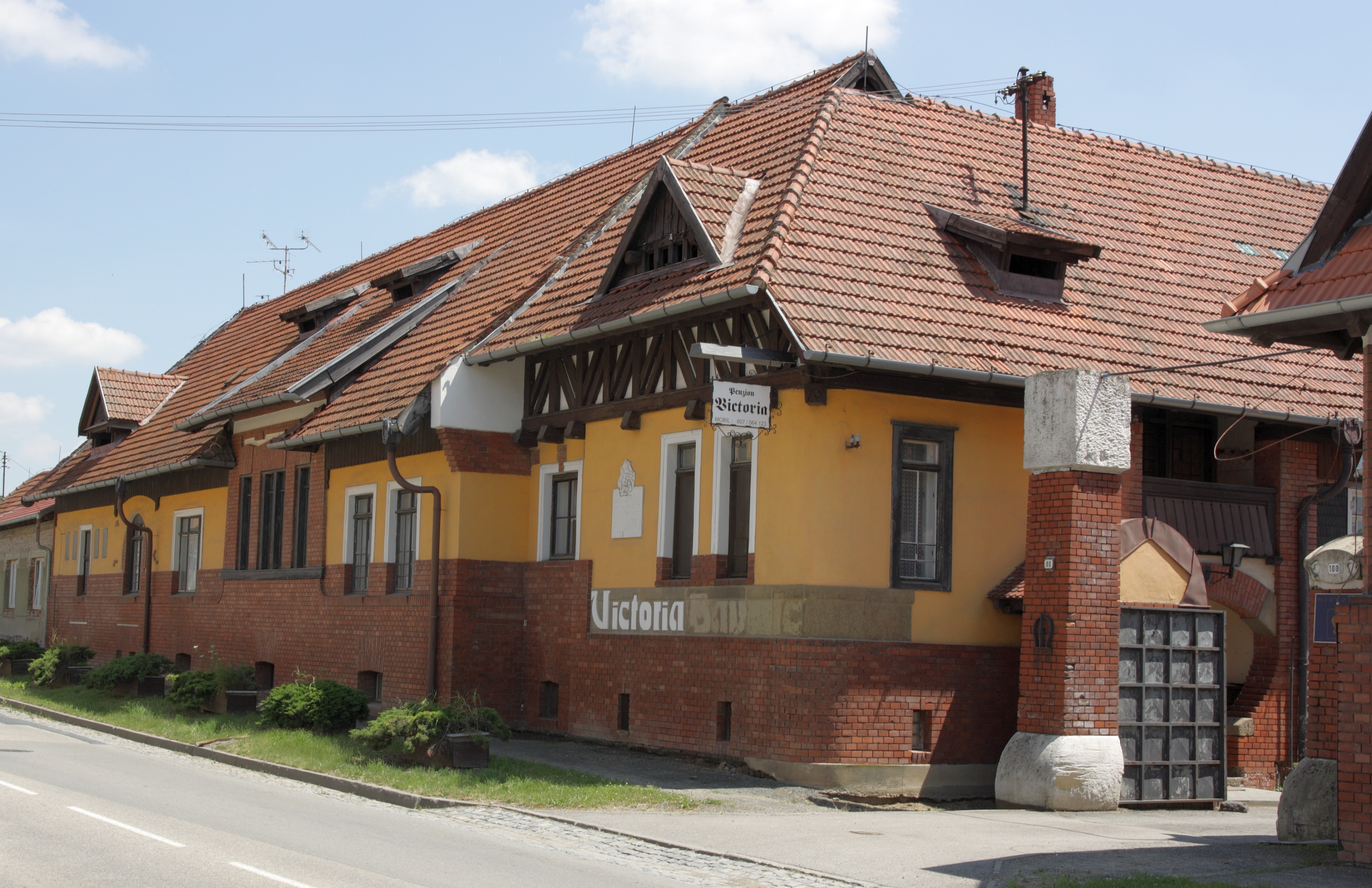
La Penzion Victoria, conçue par Karl Fischl